# Аральское море
Ара́льское мо́ре (Ара́л; каз. Арал теңізі / Aral teñızı, узб. Orol dengizi / Орол денгизи, каракалп. Aral teńizi / Арал теңизи) — бывшее крупное бессточное солёное озеро в Средней Азии, на границе Казахстана и Узбекистана. С 1960-х годов уровень моря (и объём воды в нём) стал быстро снижаться вследствие забора воды из основных питающих рек Амударьи и Сырдарьи с целью орошения, в 1989 году море распалось на два водоёма, соединённых исчезнувшим в данное время проливом Берга — Северное (Малое) и Южное (Большое) Аральское море.
В 2014 году восточная часть Южного (Большого) Аральского моря полностью высохла, достигнув в тот год исторического минимума площади всего моря в 7297 км². Временно разлившись весной 2015 года (до 10 780 км² всего моря), к осени 2015 года его водная поверхность вновь уменьшилась до 8303 км².
В данный момент большую часть Аральского озера занимает пустыня Аралкум.
До начала обмеления Аральское море было четвёртым по величине озером в мире.

## Этимология
У Страбона, I в. н. э., Птолемея, II в., упоминается как Оксийское или Оксианское озеро от реки Оке (Оксус) — древнего названия Амударьи; у арабского географа Истхари, X век — Хорезмское море от названия территории на его южном побережье. Известны также названия Гурганджское море (по древнему названию Ургенча), море Сыр по реке Сырдарья и другие. В России XVI—XVII веках называлось Синее море (ср. синее море русского фольклора). С конца XVII века входит в употребление топоним Аральское море от тюркского Арал-Тенгиз, где арал — «остров», тенгиз (денгиз) — «море, большое озеро», то есть «островное море». Очевидно, название первоначально относилось только к морю у дельты Амударьи, изобиловавшей островами, где по карте 1741 года находилось Аралское владение. Позже название распространяется на всю акваторию моря; в XVIII веке оно употребляется в формах: озеро Оралское, морцо Арал, морцо Аралское, море Аральское.

## Исторические сведения
Аральское море появилось, по данным абсолютного датирования с помощью радиоуглеродного метода, примерно 17,6 тысяч лет назад, когда начали активно таять горные ледники Памира и Тянь-Шаня. В период с 17,6 до 15,3 тысяч лет назад существовал постоянный обильный приток речных вод в озёрную котловину. Затем в период с 15,3 до 14 тысяч лет назад солёность воды значительно повысилась из-за уменьшения притока речных вод (пик осолонения пришёлся на период 14,5—14 тысяч лет назад). Примерно 14—13 тысяч лет назад вода в озере вновь стала слабосолёной. В XV веке Аральского моря как единого целого ещё не существовало. Относительно полноводным оно стало только после 1573 года.
В историческую эпоху происходили существенные колебания уровня Аральского моря. Так, на обнажившемся после отступления воды дне были обнаружены остатки деревьев, росших на этом месте.
По некоторым оценкам, ранее Амударья по рукаву Узбой впадала в Каспийское море, а река Тургай — в Арал.
В конце XVI и начале XVII века из-за понижения уровня моря образовались острова Барсакельмес, Каскакулан, Козжетпес, Уялы, Бийиктау, Возрождения. Рукава Сырдарьи — Жанадарья и Куандарья — перестали впадать в Арал соответственно с 1819 и с 1823 годов.
В 1848 году в Оренбурге была построена шхуна «Константин», к лету того же года она была доставлена в укрепление (Раимское) вблизи устья Сырдарьи. В 1849 году под руководством А. Бутакова была проведена первая научная экспедиция по описанию Аральского моря, проведена общая рекогносцировка Арала, сделан промер глубин, произведена полная съёмка острова Барса-Кельмес, открыта и изучена группа островов Возрождения, проводились астрономические и метеорологические наблюдения, опись ледовой обстановки в зимнее время, проведён сбор образцов полезных ископаемых. В 1850 году Гидрографическим департаментом Морского министерства была издана Морская карта Аральского моря.
В 1852 году в разобранном виде были доставлены в укрепление Раим пароходы «Перовский» и «Обручев». Первый пароход был спущен на воду Аральского моря в 1853 году.
Дальнейшие исследования Аральского моря проходили одновременно с боевыми действиями по присоединению среднеазиатских государств, и Аральская флотилия принимала в них участие. Осенью 1854 года аральская верфь была перенесена из Раима в Казалинск. Аральская военная флотилия охраняла судоходство, обеспечивала воинские перевозки, производила гидрографические работы, все пароходы и вспомогательные суда имели артиллерийское вооружение. В 1862 году новые пароходы «Арал» и «Сырдарья» были спущены на воду в Казалинске.
В 1886 году были организованы экспедиции А. Никольского на юге Арала, академика Льва Берга на севере моря, которые дали довольно подробную информацию о климате, фауне и флоре моря. В 1905 году российские купцы Лапшин, Риткин, Красильников, Макеев со своими лодками организовали крупные рыбацкие союзы и создали акционерное общество «Хива» в Аральске, положив начало промышленному лову рыбы в Арале.
С начала систематических наблюдений (XIX век) и до середины XX века уровень Арала практически не менялся. В 1950-х годах Аральское море было четвёртым по площади озером мира, занимая около 68 тысяч км²; его длина составляла 426 км, ширина — 284 км, наибольшая глубина — 68 м.
В 1930-е годы началось масштабное строительство оросительных каналов в Средней Азии, которое особенно интенсифицировалось в начале 1960-х годов. С 1961 года море стало резко мелеть. Среди причин, вызывающих обмеление, указывалось всё возрастающее потребление воды рек, впадавших в него, на орошение. С 1960 по 1990 год площадь орошаемых земель в Центральной Азии увеличилась с 4,5 млн до 7 млн га. Потребности народного хозяйства региона в воде возросли с 60 до 120 км³ в год, из которых 90 % приходится на орошение, при этом вода, отводимая для орошения, использовалась неэффективно. Начиная с 1961 года уровень моря понижался с возрастающей скоростью от 20 до 80—90 см/год. С 1961 по 1985 год забор воды составил 12,8 км³, тогда как до дельт Амударьи и Сырдарьи по неизвестным причинам не доходило 16,3 км³.
До 1970-х годов в Арале обитали 34 вида рыб, из них более двадцати имели промысловое значение. В 1946 году в Аральском море отловлено 23 тысячи тонн рыбы, в начале 1980-х годов этот показатель достигал 60 тысяч тонн. На казахстанской части Арала было пять рыбозаводов, один рыбоконсервный комбинат, сорок пять рыбоприёмных пунктов, на узбекистанской (Каракалпакстан) — пять рыбозаводов, один рыбоконсервный комбинат, более двадцати рыбоприёмных пунктов.
В 1989 году море распалось на два изолированных водоёма — Северное (Малое) и Южное (Большое) Аральское море. На 2003 год площадь поверхности Аральского моря составляла около четверти первоначальной, а объём воды — около 10 %. К началу 2000-х годов абсолютный уровень воды в море снизился до отметки 31 м, что на 22 м ниже исходного уровня, наблюдавшегося в конце 1950-х годов. Рыбный промысел сохранился только в Малом Арале, а в Большом Арале из-за его высокой засолённости вся рыба погибла.
В 2001 году остров Возрождения стал полуостровом.
В 2003 году Южное Аральское море разделилось на западную и восточную части.
В 2008 году на узбекистанской части моря проведены геологоразведочные работы (поиск нефтегазовых месторождений). Подрядчик — компания «ПетроАльянс», заказчик — правительство Узбекистана.
На обмелевшем дне Аральского моря найдены остатки двух поселений и мавзолеев. Мавзолей Кердери приблизительно датируется XI—XIV веками. Долгое время находился на глубине около 20 м. Также обнаружены остатки поселения XIV века Арал-Асар.

## Экологические последствия
Коллекторно-дренажные воды, поступающие с полей в русло Сырдарьи и Амударьи, стали причиной отложений из пестицидов и других сельскохозяйственных ядохимикатов, появляющихся местами на 54 тысячи км² бывшего морского дна, покрытого солью. Пыльные бури разносят соль, пыль и ядохимикаты на расстояние до 500 км. Гидрокарбонат натрия, хлорид натрия и сульфат натрия переносятся по воздуху и уничтожают или замедляют развитие естественной растительности и сельскохозяйственных культур. С конца 1980-х — начала 1990-х местные жители начинают требовать от властей срочных мер, «Комитет по спасению Арала» становится одним из наиболее массовых и известных экологических движений в Советском Союзе.
В 2001 году в результате падения уровня воды остров Возрождения соединился с материком. На этом острове до 1992 года действовала советская военная биохимическая лаборатория, которая испытывала бактериологическое оружие — возбудителей сибирской язвы, туляремии, Бруцеллёза, чумы, тифа, оспы, а также ботулинический токсин — на лабораторных животных.
С 1950-х до 2000-х годов предлагались проекты по строительству канала для переброски вод из бассейна Оби в бассейн Аральского моря, что позволило бы значительно развить экономику Приаралья (в частности, сельское хозяйство) и частично возродить Аральское море. Такое строительство потребует очень больших материальных затрат (со стороны нескольких государств — России, Казахстана, Узбекистана) и повлечёт серьёзные экологические последствия в Сибири, поэтому о практической реализации данных проектов речи не идёт.
В июне 2013 года на заседании президиума РАН заместитель директора Института океанологии РАН Пётр Завьялов сообщил, что процессы высыхания Аральского моря замедлились. «Анализ… показывает, что море в настоящее время подошло близко к равновесию, поскольку его зеркало столь уменьшилось, что испарение уменьшилось тоже, что даже не очень значительные остаточные речные стоки, а также подземный сток позволяет балансировать море», — сказал Завьялов. Несмотря на крайне высокую солёность воды, в Аральском море сформировалась своя экосистема. «Экосистема Арала является весьма специфической, но живой», — сказал учёный. В частности, в ходе экспедиций Института океанологии было обнаружено 40 видов фитопланктона, большая масса зоопланктона, представленного, в основном, единственным видом — рачком Artemia parthenogenetica.
| Год     | Уровень воды, м | Объём, км³ | Площадь поверхности, км² | Минерализация, ‰ | Сток, км³/год |
| ------- | --------------- | ---------- | ------------------------ | ---------------- | ------------- |
| 1960    | 53,40           | 1083,00    | 68 900                   | 9,90             | 63,00         |
| 1980    | 46,40           |            | 51 675                   | 18,00            |               |
| 1982    | 44,4            |            |                          | 19,00            |               |
| 1984    |                 |            | 59 878                   |                  |               |
| 1989    | 40,40           |            |                          | 24,00            |               |
| 1990    | 38,24           | 323,00     | 36 800                   | 29,00            | 12,50         |
|         |                 |            | 36 182                   |                  |               |
| 2001.07 |                 |            | 28 025                   |                  |               |
| 2002.09 |                 |            | 20 687                   |                  |               |
| 2003.05 |                 |            | 20 628                   |                  |               |
| 2003    | 31,00           | 112,80     | 18 240                   | 78,00            | 3,2           |
| 2004    | 30,40           | 108,30     | 17 200                   | 91               |               |
| 2004.08 |                 |            | 18 846                   |                  |               |
| 2005.08 |                 |            | 19 192                   |                  |               |
| 2006.08 |                 |            | 15 479                   |                  |               |
| 2007.07 |                 | 75,00      | 14 183                   | 100,00           |               |
| 2008.05 |                 |            | 12 712                   |                  |               |
| 2008.10 |                 |            | 10 579                   |                  |               |
| 2009.05 |                 |            | 7434                     |                  |               |
| 2009.11 |                 |            | 8157                     |                  |               |
| 2010.08 |                 |            | 13 836                   |                  |               |
| 2011.11 |                 |            | 9275                     |                  |               |
| 2012.08 |                 |            | 8958                     |                  |               |
| 2013.08 |                 |            | 9155                     |                  |               |
| 2014.09 |                 |            | 7297                     |                  |               |
| 2015.08 |                 |            | 8303                     |                  |               |

Усыхание моря несколько повлияло на климат региона, непосредственно прилегающего к бывшей акватории моря (на расстоянии до 100 км от бывшей береговой черты), который стал более континентальным: лето стало более сухим и жарким, зима — более холодной и продолжительной. С осушенной части бывшего морского дна ветрами в больших количествах на близлежащие регионы выносится пыль, содержащая морские соли, пестициды и другие химикаты.
В результате обмеления солёность Большого Арала резко выросла (практически в 10 раз), что вызвало вымирание многих видов флоры и фауны, приспособленных к меньшей солёности. Большой Арал потерял рыбохозяйственное значение, закрыты порты.
Имеется ряд негативных последствий для жителей Приаралья: высокий уровень безработицы, высокая детская и материнская смертность вследствие неблагоприятной экологической обстановки.
В Каракалпакстане улучшением экологической обстановки для населения прибрежных районов Аральского моря в 1994—1997 годах занимался академик Чаржоу Абдиров. Впрочем, процесс усыхания моря наиболее активен со стороны Узбекистана (воды Амударьи не доходят до моря). На месте моря образовалась новая пустыня Аккум (Аралкум).

## Малый Арал
Большинство специалистов не видит путей по восстановлению уровня всего моря, кроме советского проекта по повороту сибирских рек. В 1990-е годы решено было спасти северную часть моря (Малое море или Малый Арал).
В рамках проекта «Регулирование русла реки Сырдарьи и Северного Аральского моря» (РРССАМ) в 2003—2005 годах Казахстан построил от полуострова Кокарал до устья Сырдарьи Кокаральскую дамбу с гидротехническим затвором (который позволяет пропускать лишнюю воду для регулирования уровня водоёма), отгородившую Малый Арал от остальной части (Большого Арала). Благодаря этому сток Сырдарьи скапливается в Малом Арале, уровень воды здесь вырос до 42 м абс., солёность уменьшилась, что позволяет разводить здесь некоторые промысловые виды рыб. В 2007 году улов рыбы в Малом Арале составил 1910 тонн, из них на долю камбалы приходится 640 тонн, остальное — пресноводные виды (сазан, жерех, судак, лещ, сом). Предполагалось, что к 2012 году улов рыбы в Малом Арале достигнет 10 тысяч тонн (в 1980-е годы во всём Аральском море вылавливалось около 60 тысяч тонн).
Длина Кокаральской дамбы составляет 17 км, высота 6 м, ширина 300 м. Стоимость работ первой фазы проекта РРССАМ составила 85,79 млн $ (65,5 млн $ приходится на заём Всемирного банка, остальные 21,29 $ выделены из республиканского бюджета Казахстана). Предполагается, что водой будет покрыта территория площадью 870 км², и это позволит восстановить флору и фауну Приаралья.
В Аральске ныне функционирует рыбоперерабатывающий комбинат «Камбала Балык» (производительность 300 тонн в год), расположенный на месте бывшего хлебозавода.
Развивается рыбный промысел и в дельте Сырдарьи. На протоке Сырдарьи — Караозеке построено новое гидротехническое сооружение пропускной способностью более 300 кубометров воды в секунду (Аклакский гидроузел), благодаря чему появилась возможность обводнить озёрные системы, вмещающие в себя более полутора миллиардов кубометров воды. На 2008 год общая площадь озёр составляет более 50 тысяч гектаров (предполагается её увеличение до 80 тысяч гектаров), количество озёр в Кызылординской области увеличилось со 130 до 213.
В рамках реализации второй фазы проекта РРССАМ в 2010—2015 годах планировалось построить плотину с гидроузлом в северной части Малого Арала, отделить залив Сарышыганак и заполнить его водой по специально прорытому каналу из устья Сырдарьи, доведя уровень воды в нём до 46 м над уровнем моря. От залива предполагается построить судоходный канал к порту Аральск (ширина канала по дну составит 100 м, длина 23 км). Для обеспечения транспортной связи между Аральском и комплексом сооружений в заливе Сарышыганак проект предусматривает строительство автодороги V категории протяжённостью около 50 км и шириной 8 м параллельно бывшей береговой линии Аральского моря.
Ведётся работа по подготовке второго этапа проекта РРССАМ-2 — «Регулирование русла реки Сырдарьи и сохранение Северного Аральского моря». В июне 2010 года состоялось заседание Рабочей группы экспертов-гидротехников, представителей областных административных органов и специалистов Исполкома МФСА в Кызылорде.
Проведение технико-экономических изысканий, мониторинга и оценки результатов первой фазы проекта доказали необходимость наращивания высоты Кокаральской плотины с современной отметки 42 м до 48—50 м и осуществления сброса воды в Большой Арал через пролив в западной части Малого Арала (необходимо перемещение нынешнего водосброса из пролива Берга через залив Шевченко). Следовательно, в рамках РРССАМ-2 потребуется строительство гидротехнических объектов в заливе Шевченко. По расчётам, в результате реализации данного проекта объём воды в Северном Арале увеличится с 27 км³ до 59 км³. При достижении уровня воды 46 м и выше, море значительно приблизится к городу Аральску, бывшему порту, который в настоящее время находится на расстоянии 40 км от моря. Таким образом, проект позволяет обойтись без строительства плотины, чтобы отделить залив Сарышыганак. Данный способ решает сразу несколько задач: снижается солёность воды в Малом Арале с нынешних 13—16 г/л до 2,5—3 г/л, сокращаются испарения воды, улучшается водно-химический баланс по всему морю.
Площадь Северного Аральского моря по состоянию на январь 2025 года составляет 3065 квадратных километров. Это на 111 квадратных километров больше, чем в начале 2022 года. Увеличение объема и площади Северного Аральского моря позволило снизить минерализацию воды и восстановить популяцию 22 видов рыб. Ежегодный объем рыболовства достиг 8 тыс. тонн.

## Бывшие порты
- Аральск (Казахстан)
- Муйнак (Узбекистан)
- Казахдарья (Узбекистан)

## Бывшие острова
В Аральском море насчитывалось более 300 островов, которые занимали 3,5 % площади моря; наиболее крупные острова: Кокарал (Кугарал), Барсакельмес и Возрождения.
Некоторые бывшие острова Аральского моря:
1. Остров Возрождения
2. Барсакельмес
3. Кокарал
4. Акпеткинские острова (50 островов)
5. Остров Лазарева
6. Остров Беллинсгаузена
7. Комсомольский
8. Константин[узб.]
9. Остров Обручева
10. Остров Толмачёва
11. Остров Ермолова
12. Остров Ахмета
13. Уялы[каз.]
14. Акбасты[каз.]
15. Жынгылдыарал[каз.]
16. Кузжетпес[каз.]
17. Манас[каз.]
18. Каскакулан[каз.]
19. Косарал[каз.]
20. Узункаир[каз.]

Ныне в Аральском море существуют несколько новых островов, которые можно увидеть на спутниковых снимках. Это остров Барал-сы, находящийся в одноимённом озере восточнее озера Тущыбас, и образовавшийся в 2010-х годах архипелаг в Западном Большом Арале южнее залива Чернышёва. Эти острова подвержены колебанию береговой линии, могут соединяться друг с другом или с материком в период засухи и вновь образовываться при повышении уровня моря.

## Бывшие полуострова
1. Куланды
2. Каратуп
3. Жыңғылтүбек[каз.]
4. Көктырнақ[каз.]
5. Шұбартарауыз[каз.]
6. Қаратерең (түбек)[каз.]
7. Қоржынды[каз.]
8. Шұбартарауыз[каз.]

## Заливы
1. Залив Шевченко — часть Северного Арала
2. Большой Сарышыганак — часть Северного Арала
3. Залив Бутакова — часть Северного Арала
4. Залив Чернышёва[каз.] — часть Западного Арала
5. Рыбацкий,
6. Жылтырбас,
7. Аджибай (остров)[узб.], включая бывшие:
8. Бозколь — высохло
9. Тущыбас — в настоящее время озеро.
10. Ақкөл (қолтық)[каз.]
11. Жиделі (шығанақ)[каз.]
12. Каратума (залив)
13. Кашкансу

## Проливы
1. Бектау бұғазы[каз.]
2. Узун-Арал
3. Аузы-Кокарал
4. Пролив Берга

## Мысы
1. Актумсык (мыс)[узб.]
2. Юлбарскуйрык[узб.]
3. Аббас (мыс)[узб.]

## Тема трагедии Арала в искусстве
- Роман-трилогия узбекского писателя Джонрида Абдуллаханова «Борса-Келмас» (1978).
- Документальный фильм «Компьютерные игры» («Леннаучфильм», 1987. Ника (кинопремия, 1989)) режиссёра Александра Сидельникова.
- В фильме «Игла» (реж. Рашид Нугманов, «Казахфильм», 1988) главный герой Моро (Виктор Цой) увозит свою девушку вдаль от наркотических проблем к обмелевшему Аральскому морю.
- Художественный фильм «Псы» раскрывает трагедию взаимоотношений человека и природы, возникшую в результате высыхания Аральского моря (реж. Дмитрий Светозаров, студия «Панорама», 1989).
- Первая казахская рок-опера 2001 года «Такыр», режиссёр Насер Кульсариев.
- Художественный фильм 2013 года «В ожидании моря» Бахтиёра Худойназарова.
- Роман Джеймса Роллинса «Глаз Бога» (серия «Отряд Сигма»), 2013 год.
- «Завтра море» (2016) — документальный фильм Катерины Суворовой, основанный на четырёх историях жизни современных жителей бывших берегов Аральского моря.
- Короткометражный документальный фильм польского режиссёра Марчина Саутера «Жаланаш — пустой берег» (2017).
- Роман казахстанского писателя Роллана Сейсенбаева «Мёртвые бродят в песках» (1991).
- Морская поэма. — Лиана Алавердова. Эмигрантская тетрадь. Нью-Йорк: Александрия, 2004, с. 27‒32.
- Короткометражный анимационный фильм студии МетрономФильм «Казахская колыбельная» (2015).
- Роман казахстанского писателя Бекнура Кисикова «Я тебя… More» (2019)[30].
- Документальный фильм Каны Бейсекеева «Последний Корабль» (2020)[31].
- Одна из локаций, в которых происходит действие компьютерной игры Syberia — Аралабад, бывший курорт на берегу высохшего моря.

## Восточно-Аральская нефтегазоносная область
Восточно-Аральская нефтегазоносная область в геологическом отношении связана с одноимённым осадочным бассейном размерами 440×100×210 км и общей площадью более 80 тысяч км².
На севере и северо-востоке бассейн ограничен Иргизской седловиной и Нижнесырдарьинским сводом; на юге — Центрально-Устюртской системой дислокаций; на западе краевым его элементом является Арало-Кызылкумская система поднятий с субмеридиональной сетью нарушений.
Основная часть Аральского бассейна расположена на бывшем дне Аральского моря и относится к юрисдикции Казахстана и Узбекистана.
Геолого-геофизические работы регионального и поискового характера начали проводиться здесь с 1960-х годов, в том числе в Аральском море с 1970-х годов.
Работы проводились эпизодически, при этом наибольшую ценность имеют выполненные в начале XXI века сейсмические исследования МОГТ, в том числе на лицензионных участках Японской Национальной Нефтяной Компании (ЯННК).
В пределах бассейна пробурён ряд глубоких скважин (Куландинская 1-П, Сев. Аральская 1-П, 2-П, Кызыл-Тюбинская 1-П, 2-Г; Косказахская 1-Г, Досанская 1-Г, 2-Г, Тунгуруксорская 1-Г, Чокусинская 2-П).
Выполненные объёмы геолого-геофизических работ позволяют составить достаточно надёжные представления о геологии рассматриваемой нефтегазоносной области.

## Климат
В морозную погоду при незамёрзшей водной поверхности на наветренных берегах моря проявляется так называемый «снежный эффект озера».